# Ravan Baku FK
El Ravan Baku FK (en azerí: Rəvan Futbol Klubu) es un club de fútbol de Azerbaiyán, situado en la capital del país Bakú. El club fue fundado en 2009 y participa en Liga Premier de Azerbaiyán.

## Historia
El club fue fundado en el 2009. En el 2011 consiguió el ascenso a la Liga Premier, al quedar en segundo lugar de la Birinci Divizionu.
En su primera temporada en la Liga Premier, el Ravan Baku FK terminó en el octavo lugar.

## Estadio
El Ravan Baku FK juega de local en el Bayil Stadium, ubicado en la ciudad de Bakú. Fue inaugurado en 2012 y cuenta con una capacidad de 5 000 espectadores.
En el 2012 fue una de las sedes de la Copa Mundial Femenina de Fútbol Sub-17.